# Anastasia (film, 1997)
Anastasia är en amerikansk animerad musikalisk fantasy-äventyrsfilm från 1997,   producerad och regisserad av Don Bluth och Gary Goldman. Originalrösterna görs bland annat av Meg Ryan, John Cusack, Kelsey Grammer, Hank Azaria, Christopher Lloyd, Bernadette Peters, Kirsten Dunst och Angela Lansbury. 

## Handling
Filmen handlar om Anastasia, dotter till den ryska tsaren. När Anastasia är åtta år dödas hennes familj i ett uppror lett av den onde Rasputin, som har sålt sin själ för att få krafter att ta hämnd på tsaren och ätten Romanov. 
Tack vare kökspojken Dimitri lyckas Anastasia och hennes farmor, änkekejsarinnan Maria, fly från palatset. I ett försök att hoppa på ett tåg ut ur landet kommer de bort från varandra och Anastasia tappar minnet. Hon hamnar på ett barnhem där ingen vet vem hon är. 
Den enda ledtråden Anastasia har från sitt förflutna är ett halsband där det står: "Tillsammans i Paris". När hon fyllt arton år skickas hon iväg för att arbeta på en fiskfabrik, men ger sig istället av till Sankt Petersburg tillsammans med hunden Poka.
I St. Petersburg har Dimitri vuxit upp till att bli en professionell bedragare och letar tillsammans med sin kumpan Vlad efter en flicka att spela rollen som Anastasia. 
Anastasias farmor, som nu bor i Paris, har nämligen utsett en belöning till dem som kan hitta henne. En belöning som de båda bedragarna planerar att lura till sig. Efter ett antal misslyckade auditioner stöter de ihop med den riktiga Anastasia som de övertalar att ta rollen. De ger sig av mot Paris, ovetandes om att Rasputin är rasande över att en Romanov är kvar i livet.

## Om filmen
Filmen är regisserad av Don Bluth och Gary Goldman, två avhoppade animerare från Disney.
Anastasia är baserad på vissa verkliga händelser, men mycket av berättelsen stämmer inte överens med verkligheten. Exempelvis reduceras hela ryska revolutionen till en förbannelse från Rasputin. Änkekejsarinnan Maria bodde heller aldrig i Paris utan levde efter revolutionen i exil i Köpenhamn. I filmen är Anastasia åtta år när revolutionen ägde rum, men i verkligheten var hon 15–16 år.
På Oscarsgalan 1998 nominerades filmen för bästa filmmusik – musikal eller komedi och bästa sång ("Journey to the Past").

## Rollista i urval
| Roll                                       | Originalröst                                | Svensk röst            |
| ------------------------------------------ | ------------------------------------------- | ---------------------- |
| Anastasia "Anja" Nikolajevna Romanova      | Meg Ryan (tal) Liz Callaway (sång)          | Helen Sjöholm          |
| Dimitri                                    | John Cusack (tal) Jonathan Dokuchitz (sång) | Peter Torgner          |
| Vladimir "Vlad" Vanja Voinitsky Vasilovitj | Kelsey Grammer                              | Janne ”Loffe” Carlsson |
| Rasputin                                   | Christopher Lloyd (tal) Jim Cummings (sång) | Philip Zandén          |
| Bartok                                     | Hank Azaria                                 | Stefan Frelander       |
| Änkekejsarinnan Maria Fjodorovna           | Angela Lansbury                             | Hanna Landing          |
| Sophie Stanislovskievna Somorkov-Smirnoff  | Bernadette Peters                           | Lena Ericsson          |
| Anastasia som barn                         | Kirsten Dunst (tal) Lacey Chabert (sång)    | Cornelia Bratt         |
| Dimitri som barn                           | Glenn Walker Harris Jr.                     | Leo Hallerstam         |
| Kamrat Phlegmenkoff                        | Andrea Martin                               | Marie Bergman          |
| Tsar Nikolaj II av Ryssland                | Rick Jones                                  | Håkan Mohede           |